# 采諾沃市鎮
43°33′N 25°36′E / 43.550°N 25.600°E

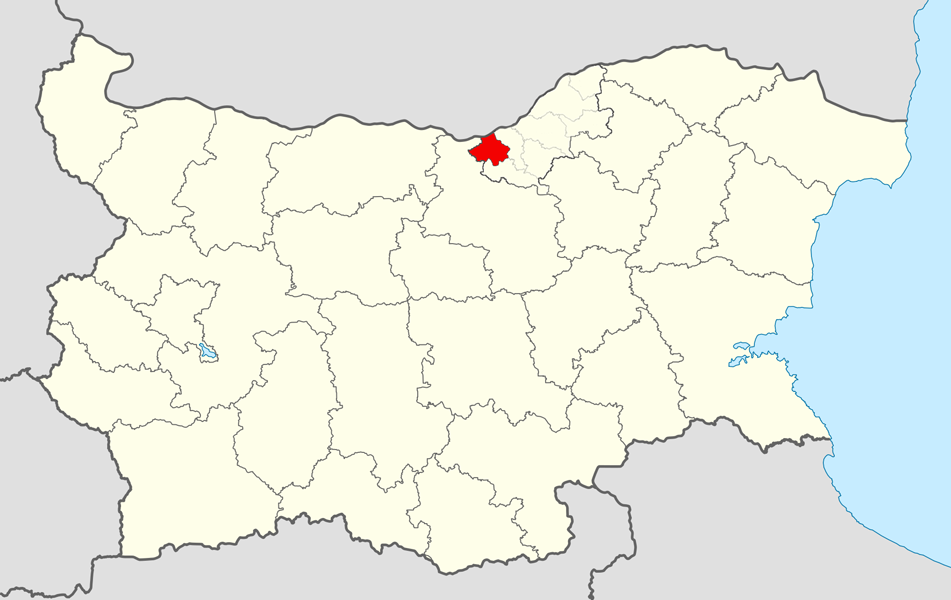

采諾沃市，是保加利亞的城鎮，位於該國中北部，由魯塞州負責管轄，首府設於采諾沃，面積250平方公里，2009年人口6,220，人口密度每平方公里24.88人。